# Persis Drell
Persis S. Drell  (30 de diciembre de 1955) es una física estadounidense especializada en física de partículas. Fue directora del SLAC National Accelerator Laboratory entre 2007 y 2012 y decana de la Escuela de Ingeniería de la Universidad Stanford entre 2014 y 2017. Drell se convirtió en provost de la Universidad Stanford el 1 de febrero de 2017.

## Biografía y carrera
Persis Drell es hija del físico Sidney Drell, y en consecuencia se crio en el campus de la Universidad Stanford. Obtuvo un Bachelor of Arts en matemáticas y física del Wellesley College y un doctorado en física atómica de la Universidad de California en Berkeley, estudiando con Eugene Commins. Completó su investigación posdoctoral en física de altas energías en el Laboratorio Nacional Lawrence Berkeley y se unió a la Universidad Cornell en 1988.

## Universidad Stanford
En 2002, Drell fue contratada como directora de investigación asociada en el SLAC National Accelerator Laboratory (entonces conocido como Centro del Acelerador Lineal de Stanford), donde supervisó el experimento BaBar. En 2007 fue nombrada la cuarta directora de SLAC, sucediendo a Jonathan M. Dorfan.
En noviembre de 2011 anunció su intención de renunciar como jefa de SLAC y regresar a un puesto como profesora en Stanford.
En septiembre de 2014, Drell se convirtió en la novena decana de la Escuela de Ingeniería de la Universidad Stanford, siendo la primera mujer en ocupar el puesto.
En febrero de 2017, Drell se convirtió en provost de la Universidad Stanford.
En marzo de 2019, en respuesta al escándalo de sobornos en admisiones universitarias de 2019, Drell anunció que todos los candidatos a los equipos deportivos de la universidad propuestos por un entrenador de Stanford tendrían que pasar por un control por parte de la universidad.

## Controversias
En 2019, la administración de Drell en Stanford comenzó un programa de recortes que comenzó con una propuesta para eliminar los fondos para la Stanford University Press, que generó rechazo entre la comunidad universitaria. Tras varias protestas de estudiantes y profesores, Drell aceptó una medida temporal para mantener la financiación durante un año adicional.